# Paco Herrera
Francisco « Paco » Herrera Lorenzo, né le 2 décembre 1953 à Barcelone, est un footballeur espagnol reconverti en entraîneur et en directeur sportif.

## Carrière

### Joueur
Paco Herrera commence à jouer avec les juniors du CF Damm. Il joue ensuite pendant quatorze ans dans divers clubs professionnels : le CE Sabadell (1972-1974), le Sporting de Gijón (1974-1977), le Levante UD (1977-1979) et enfin le CD Badajoz (1979-1986). Il met un terme à sa carrière en 1986.
Au cours de sa carrière de joueur, il dispute 38 matchs en première division, avec un but inscrit, et 68 matchs en deuxième division, pour 6 buts inscrits.

### Entraîneur
Il commence ensuite une carrière d'entraîneur chez les juniors du CD Badajoz. En 1992, il obtient la promotion en deuxième division du CD Badajoz.
Il entraîne ensuite le CD Numancia (1998) et le CP Mérida (1998-1999). En 2000, il retourne au Numancia qui joue en première division.
En 2001, il entraîne l'Albacete Balompié, en 2002 le Polideportivo Ejido et en 2003 le Recreativo de Huelva, toujours avec de bons résultats. 
Il devient ensuite l'assistant de Rafael Benítez au Liverpool FC, où il remporte la Ligue des champions, la Supercoupe de l'UEFA et la FA Cup. Après deux saisons en Angleterre, Herrera devient directeur sportif du RCD Espanyol pendant trois saisons.
En février 2009, il redevient entraîneur en signant au CD Castellón qui termine à la sixième place en deuxième division. Le 4 février 2010, il est nommé entraîneur du Villarreal CF B en deuxième division à la place de Juan Carlos Garrido qui lui prend en charge l'équipe première à la suite du départ d'Ernesto Valverde. Après une bonne saison 2009-2010 qui voit le Villarreal CF B finir à la septième place, il signe le 20 juin 2010 un contrat avec le Celta de Vigo en deuxième division où il reste trois saisons.
Le Celta termine la saison 2010-2011 à la sixième place qui lui permet de disputer le play-off de promotion en première division, mais le club est éliminé par le Grenade CF aux tirs au but. L'objectif pour la saison 2011-2012 est de nouveau de monter en première division. L'objectif est atteint le 3 juin 2012, à la suite d'une excellente saison.
Le 18 février 2013, il est limogé de son poste alors que le Celta occupe la 18e place du classement. Paco Herrera aura dirigé le Celta au cours de 119 matchs, obtenant 53 victoires, 29 nuls et 37 défaites.
Le 19 juin 2013, il signe au Real Saragosse, mais il est limogé le 17 mars 2014. Le 3 juillet 2014, Herrera devient l'entraîneur de l'UD Las Palmas qui remonte en première division au terme de la saison. C'est la deuxième fois que Paco Herrera obtient la promotion en D1.
En octobre 2015, il est limogé de son poste à Las Palmas où il est remplacé par Quique Setién.
Il entraîne le Real Valladolid en deuxième division lors de la saison 2016-2017. La saison suivante il entraîne le Sporting de Gijón (deuxième division).
Sans club depuis six mois et son éviction du Sporting Gijon, Paco Herrera est nommé à la tête de l'Aris Salonique le 31 mai 2018 pour un contrat d'un an, plus une année en option.

## Palmarès

### Distinctions individuelles
- Prix Estrémadure du sport : 2008
- Trophée Ramón Cobo : 2011